# Vật liệu thô

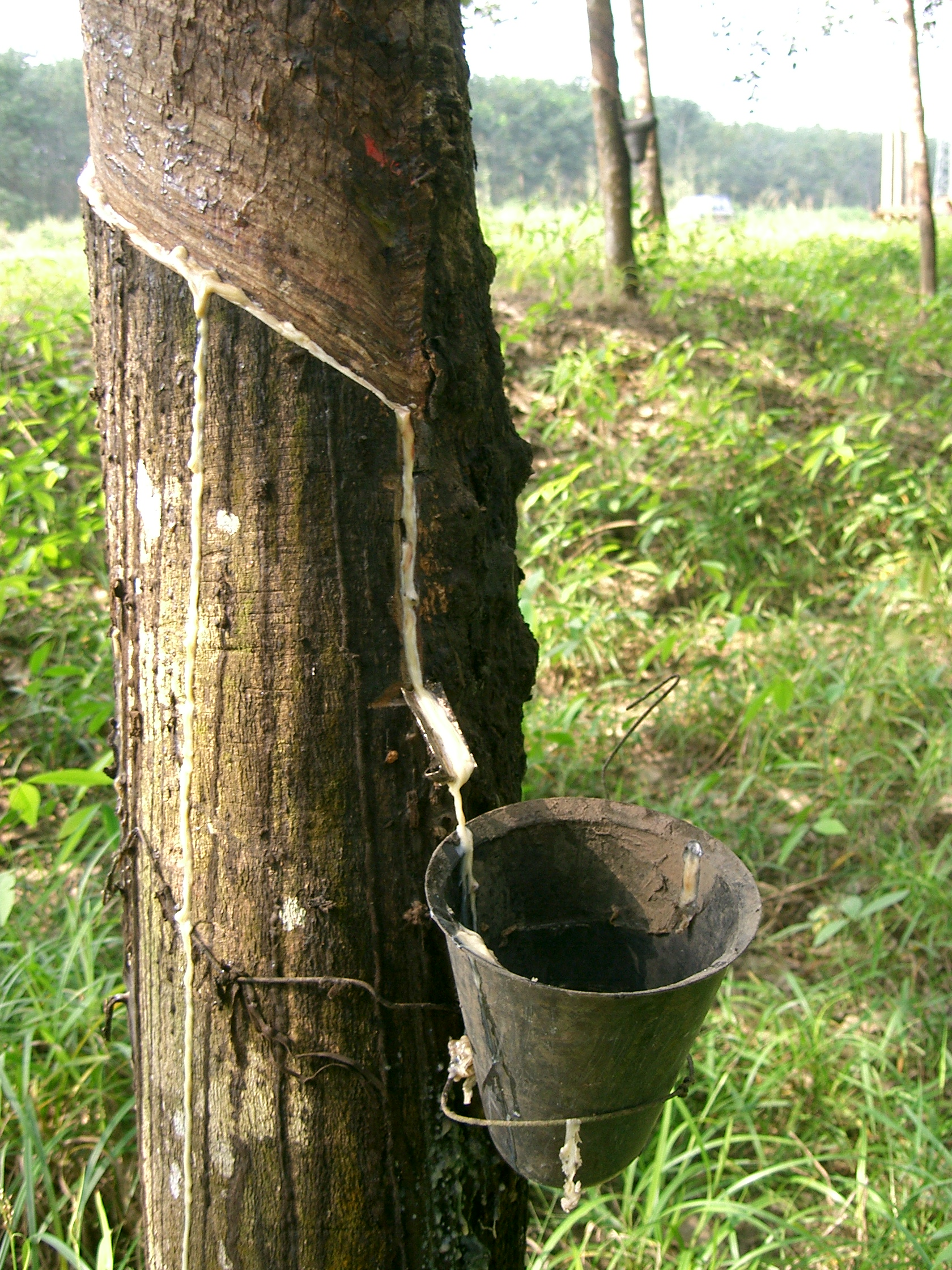
Mủ cao su được lấy từ cây cao su là một vật liệu thô để sản xuất đồ nhựa trong các ngành công nghiệp nhẹ.

Vật liệu thô (hay còn gọi là nguyên liệu thô) là dạng vật liệu cơ bản mà từ đó hàng hóa, sản phẩm hoàn thiện hay vật liệu trung gian được sản xuất hay tạo ra. Thuật ngữ này thường được sử dụng với nghĩa mở rộng.
Vật liệu thô biểu thị cho giá trị quan trọng trong việc sản xuất các sản phẩm khác. Ví dụ, dầu mỏ là vật liệu thô để cung cấp các sản phẩm hoàn thiện như nhiên liệu, chất dẻo và các ngành trong công nghiệp hóa học hay dược phẩm.
Thuật ngữ vật liệu thô còn được dùng để biểu thị cho vật liệu đến từ tự nhiên, và có tình trạng chưa sản xuất hoặc sản xuất một cách hạn chế. Chẳng hạn như than đá, dầu mỏ, khí quyển Trái Đất hay nước biển.